# Clydebank

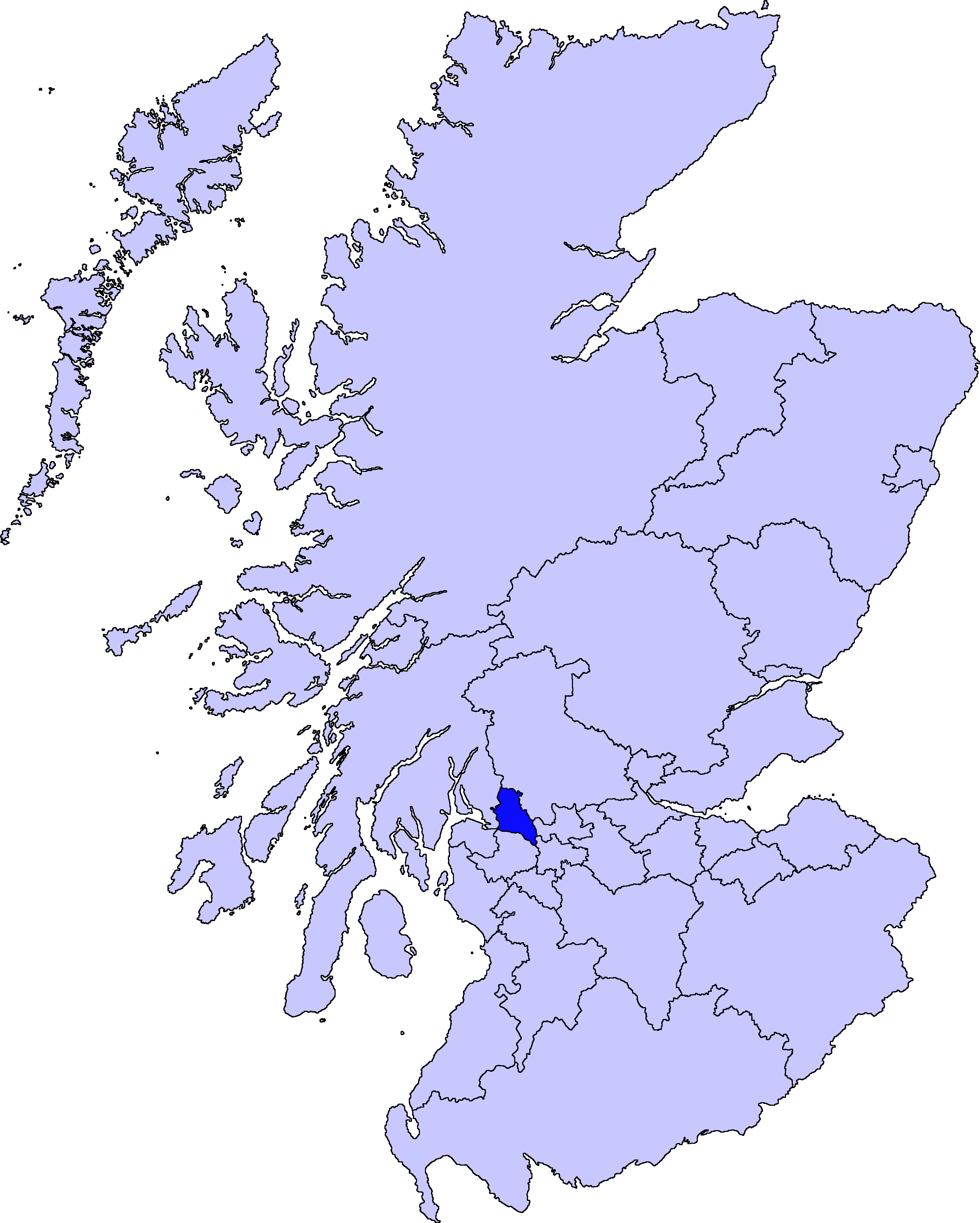
Localització

Clydebank,en gaèlic escocès: Bruach Chluadidh, és una població de les Terres Baixes Centrals d'Escòcia.
Clydebank és una població que junt amb Dumbarton formen el municipi de West Dunbartonshire, també formen el municipi de West Dunbartonshire, Milngavie de l'East Dunbartonshire, i els districtes de Glasgow anomenats Yoker i Drumchapel.
Està situada en la ribera nord del riu Clyde.
Clydebank va ser fundada el 18 de novembre de 1886.
Clydebank pròpiament dita té uns 30.000 habitants, amb les altres poblacions amb les que està unida arriben als 45.000 habitants.
L'empresa John Brown & Company, hi construí els vaixells, Queen Mary, Queen Elizabeth, i Queen Elizabeth 2.
La Singer corporation hi tenia una factoria de màquines de cosir important.
El 1941 gran part de la ciutat va ser destruïda en el raid aeri anomenat Clydebank Blitz.